# Hiromichi Horikawa
Pour les articles homonymes, voir Horikawa (homonymie).
Hiromichi Horikawa (堀川 弘通, Horikawa Hiromichi) est un réalisateur et un scénariste japonais, né le 28 novembre 1916 à Kyoto où il est mort le 5 septembre 2012.

## Biographie
Hiromichi Horikawa fait ses études à l'université de Tokyo. Il a d'abord été assistant réalisateur d'Akira Kurosawa, notamment pour Les Sept Samouraïs avant de réaliser son premier film, Asunaro monogatari, en 1955 sur un scénario de Kurosawa.
Il meurt à son domicile de Setagaya à l'âge de 95 ans le 5 septembre 2012 d'un cancer de l'œsophage.
En 2001, sa biographie d'Akira Kurosawa publiée l'année précédente est récompensée du prix Bunkamura des Deux Magots.
Hiromichi Horikawa a réalisé vingt-sept films et écrit trois scénarios entre 1955 et 1995.

## Filmographie

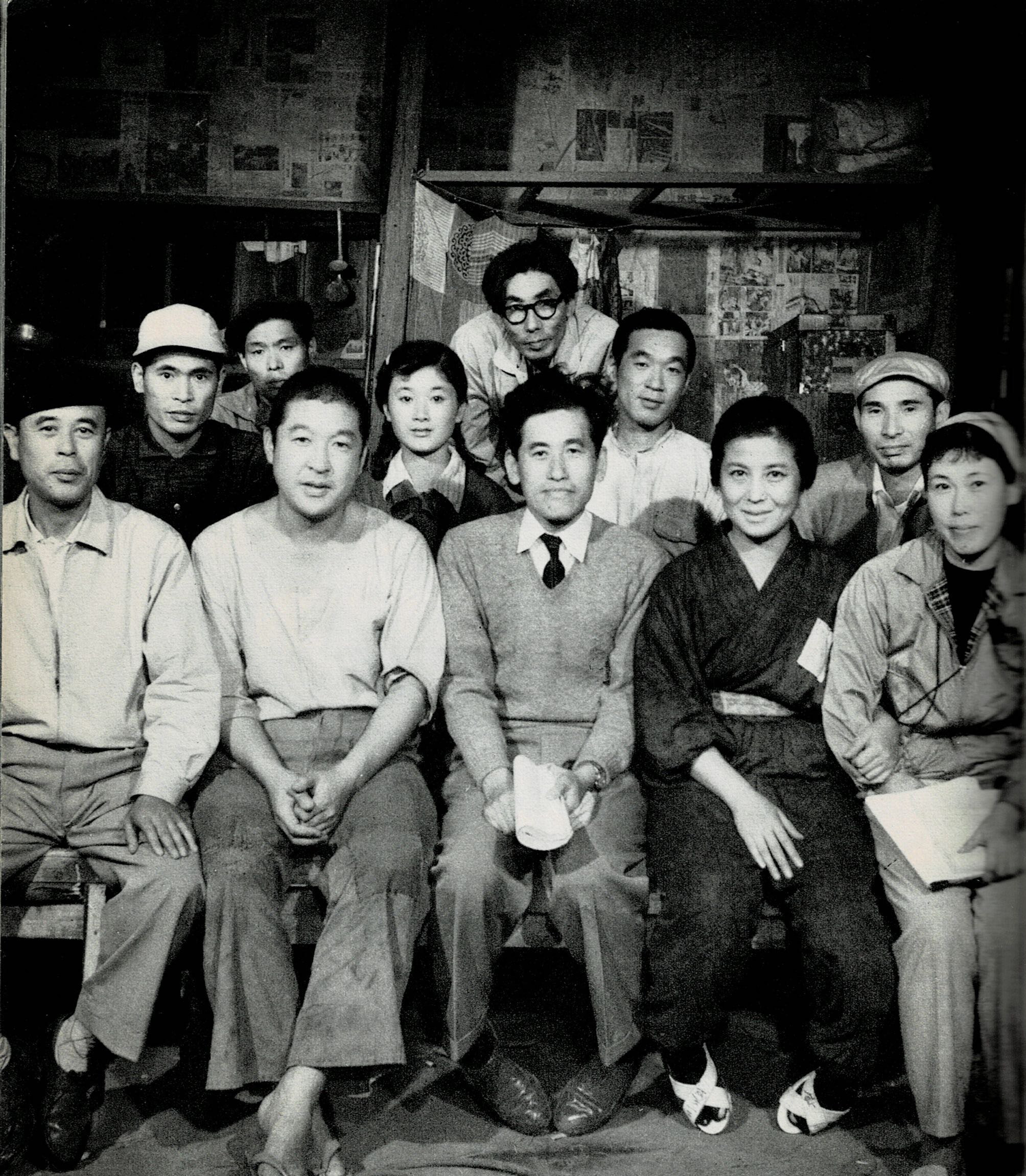
Équipe de tournage de Hadaka no taishō (1958). Au premier rang : Asakazu Nakai, Keiju Kobayashi, Hiromichi Horikawa, Aiko Mimasu.

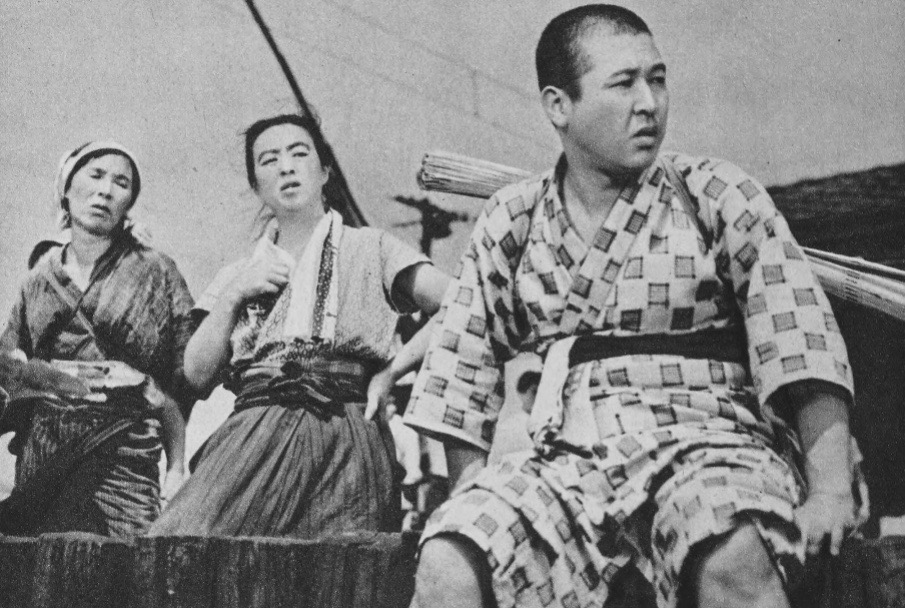
Keiju Kobayashi dans Hadaka no taishō (1958).

Sauf indication contraire, la filmographie de Hiromichi Horikawa est établie à partir de la base de données JMDb.

La mention « +scénariste » indique que Hiromichi Horikawa est aussi auteur du scénario.
- 1955 : Asunaro monogatari (あすなろ物語?)
- 1956 : L'Été de l'éclipse solaire (日蝕の夏, Nisshoku natsu?)
- 1957 : Koto no tsume (琴の爪?)
- 1957 : Onna goroshi abura jigoku (女殺し油地獄?)
- 1958 : Hadaka no taishō (裸の大将?)
- 1959 : Suzukake no sanpomichi (すずかけの散歩道?)
- 1960 : Kuroi gashū: Aru sarariman no shōgen (黒い画集 あるサラリーマンの証言?)
- 1960 : Aoi yajū (青い野獣?)
- 1961 : Wakarete ikiru toki mo (別れて生きるときも?) +scénariste
- 1961 : Neko to katsuobushi: Aru sawashi no monogatari (猫と鰹節 ある詐話師の物語?)
- 1962 : Musume to watashi (娘と私?)
- 1963 : Shiro to kuro (白と黒?)
- 1964 : Aku no monshō (悪の紋章?) +scénariste
- 1964 : Les Cinq Bienfaiteurs de Fumiko (sketch dans Les Plus Belles Escroqueries du monde)
- 1965 : Saigō no shinpan (最後の審判?)
- 1965 : Ore ni tsuite koi! (おれについてこい！?)
- 1968 : Saraba Mosukuwa gurentai (さらばモスクワ愚連隊?)
- 1968 : Sogeki (狙撃?)
- 1970 : Gekidō no Showa shi: Gunbatsu (激動の昭和史 軍閥?)
- 1970 : Gakuensai no yoru: Amai keiken (学園祭の夜 甘い経験?)
- 1973 : Ōshō (王将?)
- 1975 : Kokuso sezu (告訴せず?)
- 1977 : Arasuka monogatari (アラスカ物語?)
- 1978 : Tsubasa wa kokoro ni tsukete (翼は心につけて?) +scénariste
- 1985 : Mutchan no uta (ムッちゃんの詩?)
- 1989 : Hana monogatari (花物語?)
- 1995 : Asian Blue (エイジアン・ブルー 浮島丸サコン, Eijian Burū: Ukishima maru sakon?)

## Publications
- (ja) Hiromichi Horikawa, 評伝 黒澤明 [« Hyōden Kurosawa Akira »] [« Biographie d'Akira Kurosawa »] (biographie), The Mainichi Newspapers Co. (毎日新聞社?),‎ 2000, 339 p. (ISBN 9784620314709).

## Distinctions
- Prix Bunkamura des Deux Magots en 2001 pour Hyōden Kurosawa Akira (評伝 黒澤明?), sa biographie d'Akira Kurosawa.